# Trimusculus
Trimusculus is een geslacht van slakken uit de familie Trimusculidae.
De wetenschappelijke naam van de soort is voor het eerst geldig gepubliceerd in 1818 door F. C. Schmidt.

## Soorten
- T. afer (Gmelin, 1791)
- T. carinatus (Dall, 1870)
- T. conicus (Angas, 1867)
- T. costatus (Krauss, 1848)
- T. escondidus Poppe & Groh, 2009
- T. goesi (Hubendick, 1946)
- T. kurodai Habe, 1958
- T. mammillaris (Linnaeus, 1758)
- T. mauritianus (Martens, 1880)
- T. odhneri (Hubendick, 1946)
- T. peruvianus (Sowerby II, 1835)
- T. reticulatus (Sowerby II, 1835)
- T. semicorneus (Preston, 1908)
- T. stellatus (Sowerby II, 1835)